# Lori Thombs
Lori A. Thombs est une statisticienne américaine dont les intérêts incluent les statistiques sociales (en), les séries chronologiques et le rééchantillonnage (en). Elle est professeure agrégée de statistiques à l'université du Missouri à Columbia, où elle dirige le Centre de statistiques des sciences sociales et elle est présidente du Conseil régional du Sud sur les statistiques. 

## Éducation et carrière
Thombs est diplômée de l'université Baylor en 1981 et a complété un doctorat en statistiques à l'université méthodiste du Sud en 1985. Sa thèse, intitulée Bootstrap Prediction Intervals for Autoregression, a été supervisée par William R. Schucany,.
Elle a rejoint le département de statistiques de l'université de Caroline du Sud, à Columbia, Caroline du Sud, en 1985, et a déménagé à l'Université du Missouri, à Columbia, Missouri, en 2003,. 
Elle a été élue présidente du Conseil régional du Sud sur les statistiques en 2018. 

## Livres
Thombs est co-auteure, avec Don Edwards et John D. Spurrier, des livres Elementary Statistics Laboratory Manual (en deux versions, Wadsworth, 1995) et Statistics: Learning by Doing (Whittier, 1999). Elle est coéditrice, avec Stanislav Kolenikov et Douglas Steinle, de Statistics in the Social Sciences: Current Methodological Developments (Wiley, 2010). 

## Reconnaissance
En 1998 elle reçoit le USC Educational Foundation Outstanding Faculty Service Award.
Thombs a été nommée membre de la Société américaine de statistique en 2011,.